# Partido Comunista Obrero de Alemania
El Partido Comunista Obrero de Alemania (KAPD, en alemán: Kommunistischen Arbeiter-Partei Deutschlands) fue un partido Comunista alemán escindido del Partido Comunista de Alemania (KPD) en la época de la República de Weimar.

## Historia
El KAPD fue fundado el 3 de abril de 1920 durante el Congreso de la Oposición de Izquierda, tras aprobar el Congreso de Heidelberg del KPD, celebrado entre el 20 y el 23 de octubre de 1919, la línea centrista de Paul Levi, aunque también influyeron otros hechos como el acuerdo, del 24 de marzo de 1920, para el desarme del Ejército Rojo del Ruhr. Cerca de 80.000 miembros estuvieron representados en aquel congreso. Los más importantes centros del KAPD fueron Berlín, Hamburgo, Bremen, y el este de Sajonia, donde una parte importante de las estructuras del KPD siguieron al nuevo partido.
El propósito principal del KAPD era la inmediata abolición del sistema parlamentario y el establecimiento de la Dictadura del Proletariado, pero rechazando el modelo soviético considerado como una "Dictadura del Partido". También rechazaban el modelo de organización leninista del partido conocido como centralismo democrático, así como la participación en las elecciones y el trabajo en los sindicatos reformistas.

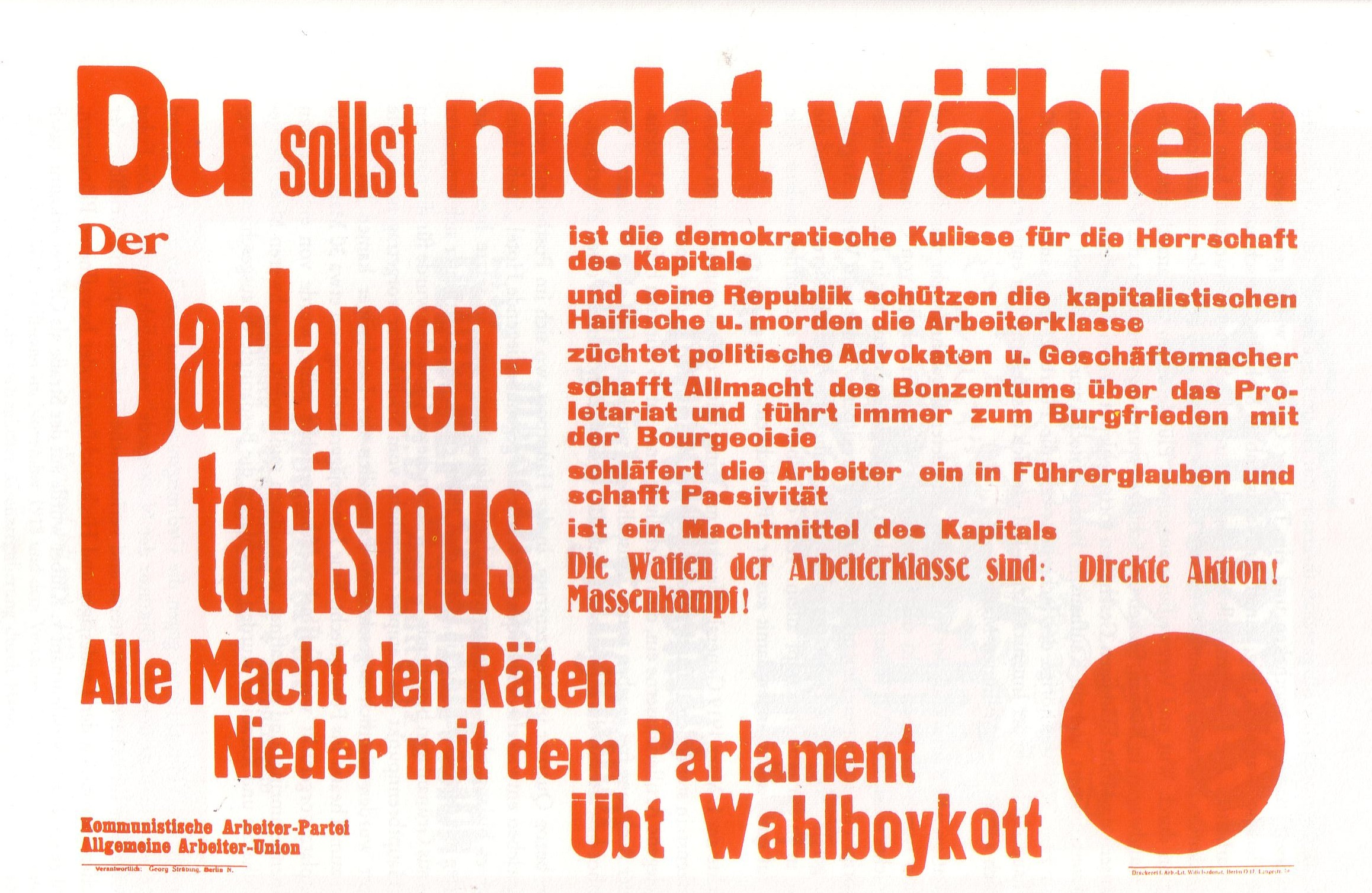
Cartel electoral del KAPD (1920).

Siguiendo el modelo del KAPD, Anton Pannekoek y Herman Gorter fundarían, en esta misma época, el Partido Comunista Obrero de los Países Bajos, que nunca alcanzó la relevancia que tuvo este.
Hasta 1921, el KAPD era "miembro simpatizante" de la Internacional Comunista. En este año organizó junto con el KPD la fracasada acción de marzo. A finales de 1921 una parte del KAPD y de la Unión General de los Trabajadores de Alemania se separaría para crear una organización unificada, la Unión General de los Trabajadores - Organización Unitaria, que fuera a la vez sindical y política. Después de este año, el KAPD se quedó con unos 43.000 miembros. En 1922 se produjo una nueva división entre la Facción de Berlín y la Facción de Essen.
La Facción de Essen fundaría poco más tarde la Internacional Comunista Obrera, junto con el Partido Comunista Obrero de los Países Bajos de Herman Gorter, el Partido Comunista Obrero del Reino Unido de Sylvia Pankhurst y otros grupos menores. Desaparecería poco después sin tener ninguna relevancia.
Entre 1926 y 1927, se llegó a una breve unión entre la Facción de Berlín y el sector izquierdista de Ernst Schwarz, que acaba de ser expulsado del KPD. Separándose poco después al no renunciar Schwarz a su mandato electoral, cuyos seguidores se agruparon en la publicación Vulkan.
Algunos grupos de la resistencia contra el nacionalsocialismo, seguían la tradición del KAPD, como por ejemplo los Luchadores rojos (Roten Kämpfer) o la Unión de los Consejos Comunistas (Kommunistische Räte-Union) de la zona de Brunswick, otros grupos de resistentes del KAPD se dieron en la zona del Ruhr, en Königsberg y en Klaipėda.
El órgano de expresión del KAPD era el periódico Kommunistische Arbeiter-Zeitung.

## Militantes destacados del KAPD
- Paul Mattick
- Bernard Reichenbach
- Otto Rühle
- Karl Schröder (Facción de Essen)
- Max Hoelz
- Harry Dyck (1895 - 1920)
- Fritz Dyck (1899 - 1920)
- Herman Gorter
- Paul Kirchhoff
- Jan Appel
- Alexander Schwab
- Franz Pfemfert